# Chaudoirina
Chaudoirina is een geslacht van kevers uit de familie van de loopkevers (Carabidae). De wetenschappelijke naam van het geslacht is voor het eerst geldig gepubliceerd in 1954 door Mateu.

## Soorten
Het geslacht Chaudoirina omvat de volgende soorten:
- Chaudoirina nigrofasciata (Solier, 1849)
- Chaudoirina orfilai (Mateu, 1954)
- Chaudoirina vianai (Liebke, 1939)